# هایاتو فوکوشیما
هایاتو فوکوشیما (ژاپنی: 福島 隼斗؛ زادهٔ ۲۶ آوریل ۲۰۰۰) یک بازیکن فوتبال اهل ژاپن است.
از باشگاه‌هایی که در آن بازی کرده‌است می‌توان به باشگاه فوتبال شونان بلمار و باشگاه فوتبال فوکوشیما یونایتد اشاره کرد.